# Ayuntamiento de Campeche
El H. Ayuntamiento de Campeche es la institución que se encarga de gobernar la ciudad y el municipio de Campeche, México. Está encabezado por el presidente municipal de Campeche  que es electo por voto popular directo cada tres años.
El organismo está emplazado en el palacio municipal, calle 8 del centro histórico de San Francisco de Campeche, lugar donde se encuentra el salón de cabildo,  en el que el cuerpo edilicio sesiona oficialmente.
El municipio de Campeche es uno de los 13 Municipios del Estado de Campeche. En él se encuentra la ciudad de San Francisco de Campeche, capital del Estado.  (México).
El gobierno se deposita en el ayuntamiento de Campeche, el cabildo del ayuntamiento se compone de un presidente y once regidores y tres síndicos.
El Gobierno se encarga de los servicios más básicos al pueblo. Entre estos servicios están; el Alumbrado público, y el servicio de distribución de Agua potable.
Tiene una población total de 238,850 habitantes, de acuerdo con los datos arrojados por el Conteo de población y vivienda 2005 del Instituto Nacional de Estadística, Geografía e Informática (INEGI), encontrándose la mayor concentración de población en la zona oeste de su territorio, en la que está situada la ciudad de Campeche. Para el 2008 se estima una población de 248,851 habitantes, según estimaciones del Consejo Nacional de Población (CONAPO).

## División política
De acuerdo a la Ley Orgánica de los Municipios del Estado de Campeche, el municipio se divide en cuatro secciones municipales, las cuales son;
- Sección Municipal de Alfredo V. Bonfil: Esta sección se nombró en honor a Alfredo Vladimir Bonfil Pinto, su cabecera es ejido del mismo nombre. A él le corresponden los ejidos de: Pueblo Nuevo de Cayal, Crucero Oxá, Uzahzil-Edzná o Nohyaxché, y la zona arqueológica de Edzná.

- Sección Municipal de Hampolol: el Pueblo de Hampolol es uno de los más antiguos del Estado.[2] A él le corresponden los ejidos de; Bethania, Chemblas y San Francisco Kobén.
- Sección municipal de Pich: a esta sección pertenecen: El pueblo de Pich, su cabecera, los pueblos de: Bolonchén-Cahuich, San Juan Catemó, y los Laureles, las congregaciones de: Quetzal Edzná, La Libertad, Miguel Allende, Carlos Cano Cruz, Pénjamo y San Luciano y los ejidos de: Kicab y el N.C.P. Melchor Ocampo.
- Sección municipal de Tixmucuy: A esta Sección le pertenecen:  el pueblo de Tixmucuy como cabecera, el pueblo de Pocyaxun, y los ejidos de: Adolfo Ruiz Cortines, Bobolá, Nohakal, Uayamón y López Mateos.

Además la ciudad de San Francisco de Campeche, es una sección en si, pero no es igual a las mencionadas con anterioridad, dado que es cabecera del municipio. A San Francisco de Campeche le pertenecen:
- Los pueblos de: Castamay, Chiná y Lerma
- Los Ejidos de: Chivic, Ebulá, Jesús María, Multunchan, San Lorenzo, Olá, Xcampeu, Yalsí y Yaxá
- Y los ranchos de Aguada, Buenavista, Kanisté, El Carmelo, Cuatro Hermanos, Chencollí, El Chi, Chulbac, Cumpich, Las Delicias, Escalera,  Fénix, Las Flores, Holtabla, Imí, Kalá, Miramar, Moa, Orotova, Paraíso, Playa Alegre, El Potrero, El Prado, San Bartolo,  San Fernando, San  Francisco, San Isidro, San José, San Nicolás, San Pedro, San Pedro, San Pedro Corralché, San Rafael, San Sebastián, Santa Cristina, Santa María, Santa María, Santa Rita, Santa Rosalía, Tacubaya, Tachic, Tec, Topcemó, Umul, Victoria, Xanabchakán, Xbechel, Xtún, Scuch y Yucumbalán.

## Representación legislativa
Para la elección de diputados a nivel federal y local, el municipio se encuentra ingredado en:
Local
- I Distrito Electoral Local de Campeche con cabecera en San Francisco de Campeche
- II Distrito Electoral Local de Campeche con cabecera en San Francisco de Campeche
- III Distrito Electoral Local de Campeche con cabecera en San Francisco de Campeche
- IV Distrito Electoral Local de Campeche con cabecera en San Francisco de Campeche
- V Distrito Electoral Local de Campeche con cabecera en San Francisco de Campeche
- VI Distrito Electoral Local de Campeche con cabecera en San Francisco de Campeche que incluye

Una parte (la Sur) de la Ciudad.
El Pueblo de Chiná
Las Secciones Municipales de:
Pich
Alfredo V.Bonfil
Tixmucuy
- VII Distrito Electoral Local de Campeche, con cabecera en la ciudad de Tenabo. Abarca todo el Municipio de Tenabo y la Sección Municipal de Hampolol.

Federal
- I Distrito Electoral Federal de Campeche

## Geografía
- Altitud: 1 metro.
- Latitud: 19º 51' 00" N
- Longitud: 090º 31' 59" O